# 호스이스스키노역
호스이스스키노역(일본어: 豊水すすきの駅, ほうすいすすきのえき)은 일본 홋카이도 삿포로시 주오구에 위치한 삿포로 시영 지하철의 역이다.

## 역 구조
섬식 승강장의 1면 2선 지하역으로 지하 1층에 개찰구, 지하 2층에 승강장이 있다. 북쪽에는 건늠선 전철기가 설치되어 있다.
출입구는 총 7개가 있고 지상으로 연결되는 엘리베이터는 6번 출구에 있다.

#### 타는 곳
| 1 | 도호 선 | 미소노·후쿠즈미 방면          |
| 2 | 도호 선 | 오도리·삿포로·사카에마치 방면 |

## 이용 현황
| 연도 | 1일 평균 승차 인원 |
| ---- | ------------------ |
| 2008 | 6,843              |
| 2009 | 6,687              |
| 2010 | 6,679              |
| 2011 | 6,603              |
| 2012 | 6,875              |
| 2013 | 7,131              |
| 2014 | 7,488              |

## 역 주변
환락가 스스키노의 일각을 형성하고 있는 반면 주변에는 아파트도 많이 늘어선 주택가도 겸비하였고 인근에 사원이 많다.
- 삿포로 시영 지하철 난보쿠 선 스스키노 역
- 국도 제36호선
- 다누키코지 상점가

## 역사
- 1988년 12월 2일: 영업 개시.
- 1994년 10월 14일: 당역 ~ 후쿠즈미 역간 연장 개통에 따라 중간역이 됨.
- 2016년 11월 17일: 스크린도어 사용 개시.

## 인접 역
| 삿포로 시 교통국 지하철 도호 선 | 삿포로 시 교통국 지하철 도호 선 | 삿포로 시 교통국 지하철 도호 선 |
| ------------------------------- | ------------------------------- | ------------------------------- |
| H08 오도리 사카에마치 방면      | ● 도호 선                       | H10 가쿠엔마에 후쿠즈미 방면    |